# Robert Boman
Robert Boman, född 15 februari 1926 i Lugnvik, Kramfors kommun, död 29 juli 2002 i Uppsala, var professor i processrätt vid Uppsala universitet.

## Biografi
Boman avlade studentexamen vid Härnösands läroverk, och studerade därefter juridik vid Uppsala universitet. Han blev juris kandidat 1952, juris licentiat 1960, och juris doktor på en avhandling med titeln "Om åberopande och åberopsbörda i dispositiva tvistemål" samt docent 1964. Han tillträde en tjänst som preceptor 1966, och var professor i processrätt från 1972 (då han efterträdde Per Olof Ekelöf) till sin pensionering 1991. Efter Ekelöfs bortgång arbetade Boman med att ge ut nya upplagor av Ekelöfs böcker i serien Rättegång.
Tillsammans med Lars Lambert skrev han under pseudonymen Bob Alman två detektivromaner i Uppsalamiljö: Den farliga kunskapen (1965) och Mordsommarfesten (1966).
Han kallades år 1971 till hedersledamot vid Norrlands nation i Uppsala.